# Catasetum socco
Catasetum socco là một loài phong lan.

## Hình ảnh

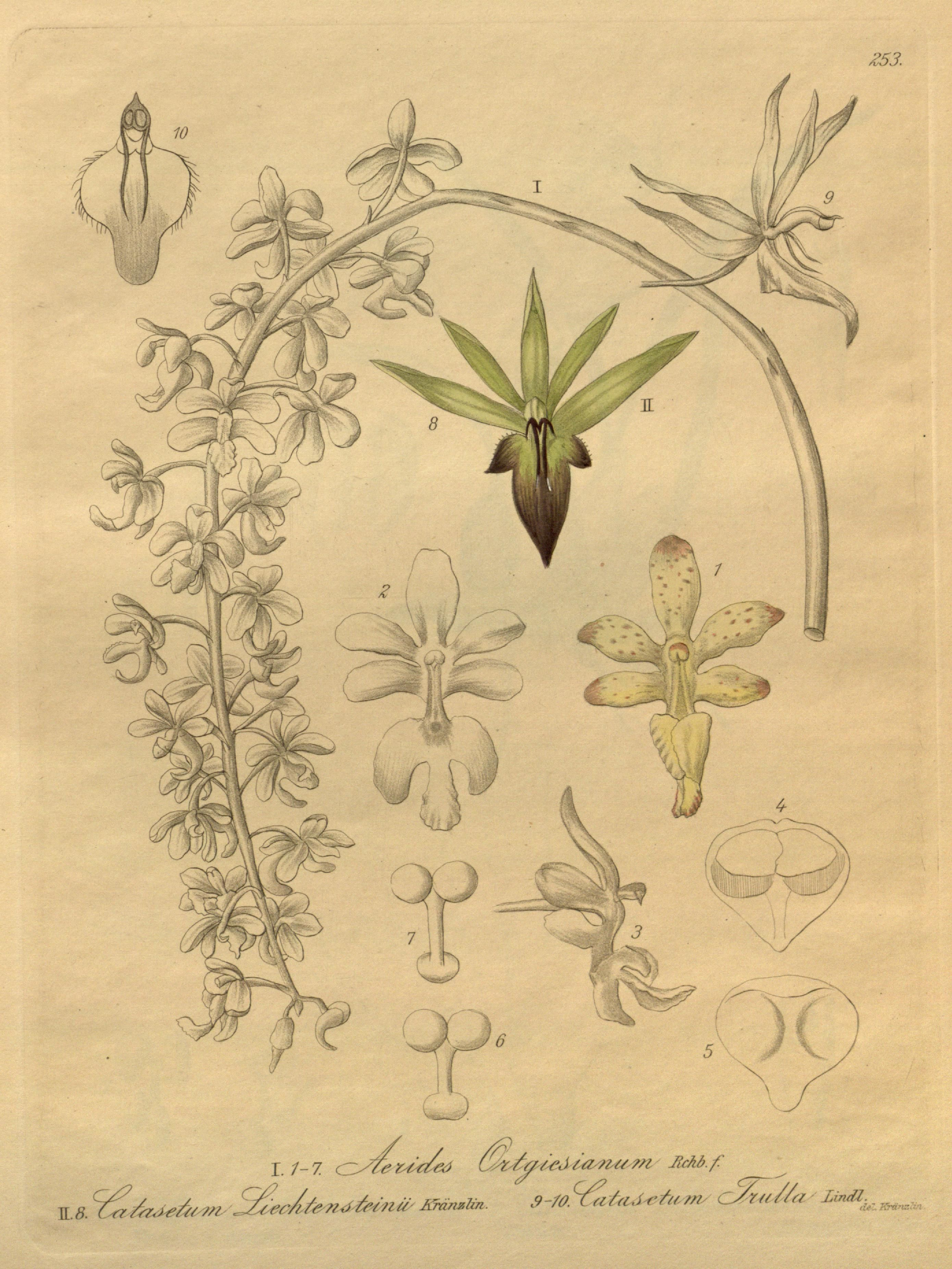
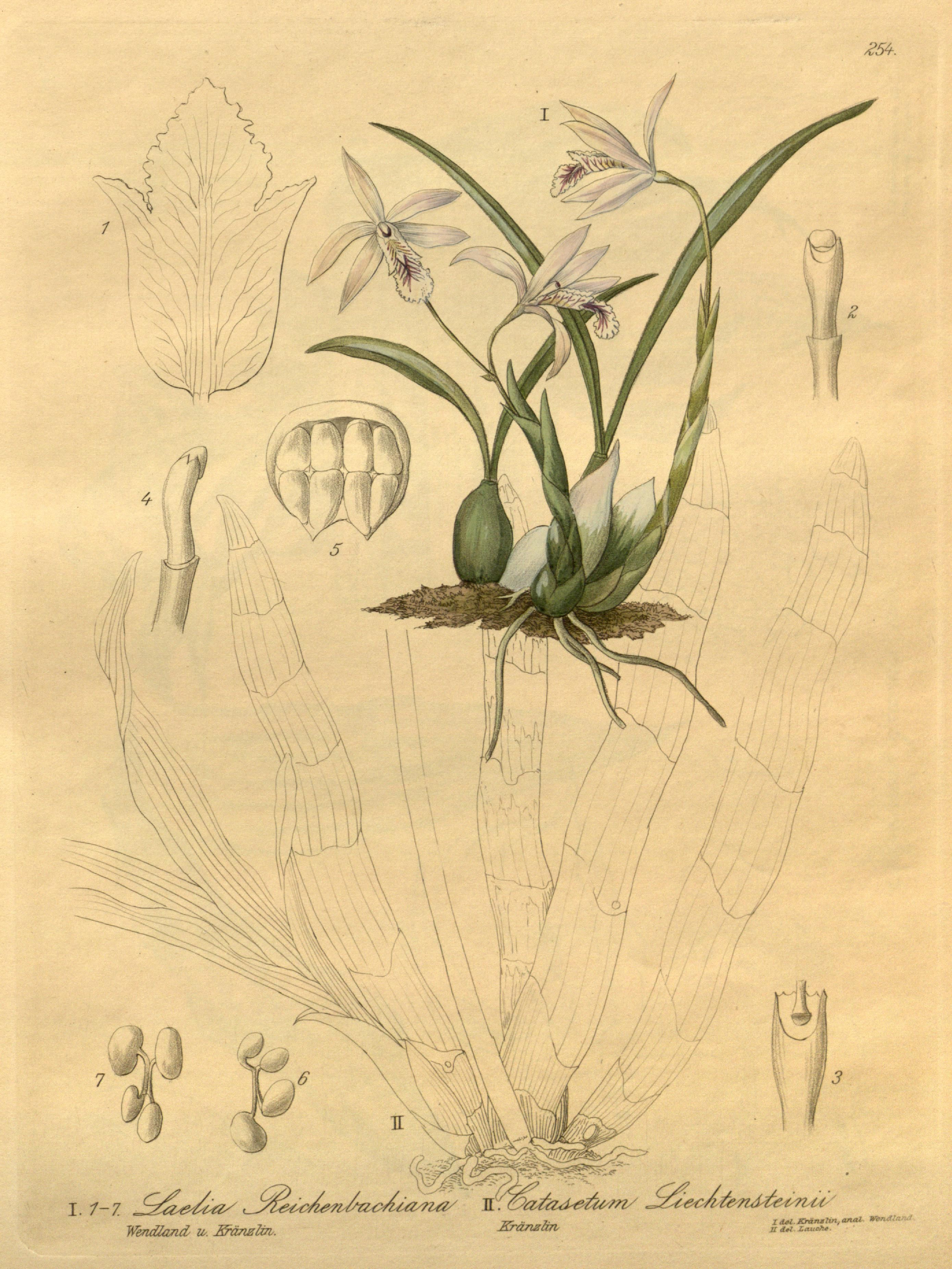